# Old Ellerby
Old Ellerby – osada w Anglii, w hrabstwie East Riding of Yorkshire. Leży 12 km na północny wschód od miasta Hull i 257 km na północ od Londynu.